# Луций Юлий Ветий Павел
Луций Юлий Ветий Павел (на латински: Lucius Vettius Paulus) е сенатор на Римската империя през 1 век.
През май и юни 81 г. той е суфектконсул заедно с Тит Юний Монтан.